# Črešnje, Čajna v Ziljski dolini
Črešnje (nemško Kerschdorf) je naselje v Občini Čajna v Okraju Beljak-dežela na Koroškem v Avstriji.